# 阿诺尔多·弗阿
阿诺尔多·弗阿（義大利語：Arnoldo Foà，1916年1月24日—2014年1月11日），意大利菲拉拉人，是一名意大利电影演员，他出演了上百部电影。
2014年1月11日，弗阿死于位于意大利罗马的家中。